# Tommi Huolila
Tommi Huolila (Salo, 31 gennaio 1993) è un cestista finlandese.

## Palmarès
- Campionato finlandese: 2

Joensuun Kataja: 2014-15, 2016-17